# Dimorphandra mediocris
Dimorphandra mediocris är en ärtväxtart som beskrevs av Adolpho Ducke. Dimorphandra mediocris ingår i släktet Dimorphandra och familjen ärtväxter. Inga underarter finns listade i Catalogue of Life.